# Little Aston Hall
O Little Aston Hall é um palácio rural situado em Little Aston, no Staffordshire, Inglaterra. É um listed building classificado com o Grau II.

## História
Little Aston Hall foi construído cerca de 1730 por Richard Scott, do vizinho Great Barr Hall, num estilo Georgiano, com um parque e lago. No início do século XIX, o palácio foi reestilizado pelo arquitecto James Wyatt para William Tennant. Em 1857, voltou a sofrer obras, sendo ampliado e melhorado por um suposto custo de 35 000 libras. O responsável por esta última intervenção foi Edward Swynfen Parker Jervis, filho de Edward Jervis Jervis, 2º Visconde St Vincent]], e sobrinho-bisneto do Almirante John Jervis, 1.º Conde de St Vincent, o herói naval da Batalha do Cabo de São Vicente em 1797.
A partir do início do século XX, o palácio teve vários donos e, em 1925, a propriedade de mais de 6,1 km² (1500 acres) foi repartida quando o edifício foi vendido a Harry Scribbans com apenas 0,48 km² (118 acres) de terreno — a terra restante foi fragmentada e vendida em leilão. Desocupado a partir de 1950, o palácio tornou-se, em 1954, sede regional da Esso nas Midlands. A partir de 1968, serviu como centro residencial da GKN.
Em 1984, o local foi reconstruído e o edifício foi convertido em sete apartamentos residenciais de qualidade superior; foram construídos sete novos blocos nos jardins com vista para o lago, cada um deles com seis apartamentos, um outro conjunto de apartamentos conhecido como Lady Aston Park, seguido duma Casa de Cuidados Residencial BUPA e de um Hospital privado BUPA.